# Dick Dale
Dick Dale, pseudonimo di Richard Anthony Monsour (Quincy, 4 maggio 1937 – Loma Linda, 16 marzo 2019), è stato un chitarrista statunitense.
È considerato il "re della chitarra surf", un pioniere del surf rock e uno dei chitarristi più influenti all'inizio degli anni sessanta. Lavorò molto sul riverbero e fece uso di amplificatori Fender personalizzati, incluso il primo amplificatore da 100 watt mai esistito. Inoltre molti attribuiscono la prima sperimentazione del tremolo picking a questo chitarrista, tecnica che oggi è largamente usata in tanti generi musicali (ad esempio metal estremo, folk ecc.).
Suonava accompagnato dalla sua band, i Del-Tones.

## Biografia
Nato a Quincy, nel Massachusetts, il 4 maggio 1937 da una famiglia di origini libanesi, polacche e bielorusse, sin da piccolo si interessò alla musica, imparando a suonare prima la batteria, poi l'ukulele, la tromba e finalmente la chitarra. Una tra le sue prime influenze musicali fu lo zio, suonatore di oud e compositore di musiche esotiche, tra cui la danza del ventre. Molti dei suoi primi pezzi mostrano infatti forti influenze mediorientali; Dale è spesso definito come "il primo chitarrista a inserire suoni esotici nelle canzoni". Lo stesso Dale era un surfista esperto e voleva che la sua musica ricreasse i suoni e le sensazioni che sentiva quando surfava. Così, se da un lato Dale è noto per aver introdotto l'uso del riverbero della chitarra, che dona a questa un suono "bagnato", ormai cliché della musica surf, il marchio di fabbrica di Dick Dale era l'utilizzo di note alte in successione veloce. Mancino, Dale fu costretto dal mercato a suonare un modello di chitarra per destri, come del resto più tardi avrebbe fatto anche Jimi Hendrix. Dunque, evitò di cambiare verso alle corde, suonando effettivamente dall'alto verso il basso e spesso superando l'ultima corda. Anche quando comprò una chitarra per mancini, Dale continuò a usare il suo riaccordo al contrario.
Dale è anche noto per il suo stile percussivo e caratterizzato dal pesante bending utilizzando allo stesso tempo mute di corde che per la maggior parte dei chitarristi hanno un diametro estremamente grande (ad esempio, una muta media per chitarra elettrica inizia con un Mi Alto che oscilla fra.009 e.011; il Mi Alto di Dale è prodotto da una corda del diametro di.016).
Nel 1960 a Balboa, California, forma i Del-Tones, la sua band di supporto, con Ron Eglit (basso), Ron Fish (batteria) e Carl Verhein (chitarra). Si stabiliscono al Rendezvous Ballroom e acquistano velocemente grande popolarità nella zona, le sue performance divennero delle colossali attrazioni locali. In agosto fonda la Deltone, la sua etichetta privata con la quale distribuisce i suoi dischi nell'area. Il suo stile viene chiamato Surf Guitar.
Nel 1961 la canzone Let's Go Trippin' è considerata generalmente il primo pezzo surf rock. Il brano raggiunge la posizione numero 60 nelle classifiche statunitensi nel gennaio 1962; tra i diversi gruppi che eseguiranno cover di questo brano ci saranno pure i Beach Boys. Fu seguita da altre canzoni pubblicate localmente, fra cui Jungle Fever e Surf Beat sempre su etichetta Deltone. Il suo primo album completo fu Surfers' Choice nel 1962 e, con la sua etichetta, arrivò alla posizione numero 59 delle classifiche nazionali nel febbraio 1963. In marzo Dale firmò un contratto con la Capitol Records, cedendo tutti i diritti della Deltone, e cominciò ad apparire all'Ed Sullivan Show e su pellicola. Il suo secondo album prese il nome dal suo soprannome da palco: King of the Surf Guitar (ovvero "Re della chitarra Surf") ma, pur avendo grande successo in California, non riesce a sfondare a livello nazionale, e lo stesso succede per il singolo e per i dischi successivi. Nel marzo 1965 anche un album dal vivo vende poco e sarà il suo ultimo disco per la Capitol.
Anche se il surf rock divenne popolare in breve tempo a livello nazionale negli Stati Uniti, la "British invasion" iniziò a conquistare le classifiche americane nel 1964. Nel 1966 Dale fu bloccato dal cancro rettale e dovette rinunciare alle esibizioni dal vivo. Nonostante all'inizio sembrasse che il male non fosse curabile, si fece operare e guarì. Durante la convalescenza alle Hawaii, nel 1967 incontra Jeannie, una ballerina tahitiana, e si sposa. Nel 1969 torna a Riverside, in California, ed apre un night club. Riforma la band e torna a suonare nella zona. Nell'ottobre 1974 suona la chitarra in Teenage Idol, un brano registrato a Los Angeles da Keith Moon, che apparirà poi nell'album Two Sides of the Moon.
Nel 1979 perse quasi una gamba a seguito di un incidente mentre stava nuotando; un'infezione dovuta all'inquinamento fece peggiorare gravemente la leggera ferita. Come conseguenza, Dale divenne un ambientalista attivo e poco dopo ricominciò a calcare il palco. Registrò un nuovo album nel 1986 ed ebbe una nomination per un Grammy, e l'uso di Misirlou nel film Pulp Fiction di Quentin Tarantino gli permise di conquistarsi un pubblico affezionato. Da quel momento ha pubblicato vari nuovi album ed ha continuato ad esibirsi in tutto il mondo.
Nell'agosto 1987 appare nel film Back to the Beach (in Italia uscito con il titolo Sulla cresta dell'onda) dove interpreta un brano, assieme a Stevie Ray Vaughan, che comparirà nella colonna sonora.
Nel 1993 ha registrato un assolo con una band indie del Sud della California, The Pagodas (David Lane & John Purcell), che è stato pubblicato come singolo in vinile.
Nei tardi anni novanta, ha registrato una versione surf-rock di Aquarium di Camille Saint-Saëns da The Carnival of the Animals per la colonna sonora delle montagne russe chiuse "Space Mountain" al Disneyland di Anaheim.
Di recente interesse, il singolo dei Black Eyed Peas Pump It (dall'album del 2005 Monkey Business) presenta un massiccio campionamento di Misirlou di Dick Dale. Misirlou è presente anche nel videogioco Guitar Hero II per PlayStation 2 e Xbox 360, come anche nel titolo di lancio Rayman Raving Rabbids per Wii.
Inoltre il chitarrista Stephen Carpenter, membro del gruppo alternative metal Deftones, si è ispirato in parte al nome dei Del-Tones per ideare quello della sua band.
È morto il 16 marzo 2019 all'età di 81 anni per cause naturali.

## Peel Sessions
Dick Dale ha realizzato quattro registrazioni per le Peel Sessions di John Peel.
1. 30 marzo, 1995 (Maida Vale 4)
2. 10 luglio, 1995 (3 Mcr.)
3. 28 agosto, 2002 (Maida Vale 4)
4. 24 marzo, 2004 (Maida Vale 4)

“(Preso dal minisito di John Peel alla BBC Radio 1; vedi links esterni)”.

## Discografia

### Album
- Surfers' Choice (Deltone 1962)
- King of the Surf Guitar (Capitol 1963)
- Checkered Flag (Capitol 1963)
- Mr. Eliminator (Capitol 1964)
- Summer Surf (Capitol 1964)
- Rock out with Dick Dale and his Del-Tones: Live at Ciro's (Capitol 1965)
- The Tigers Loose (Balboa 1983)
- Tribal Thunder (HighTone 1993)
- Unknown Territory (1994)
- Calling Up Spirits (Beggars Banquet 1996)
- Spacial Disorientation (Dick Dale Records / The Orchard 2001)
- Surfers Choice (Sundazed Records: ReRelease ottobre 2006)

### Singoli
- Let's Go Trippin'/Del-Tone Rock (Deltone 1961)
- Jungle Fever/Shake-N-Stomp (Deltone 1961)
- Misirlou/Eight 'Til Midnight (Deltone 1962)
- Secret Surfin Spot/Surfin' and Swingin' (Capitol 1963)
- Let's Go Trippin' '65/Watusi Jo (Capitol 1965)
- Pipeline con Stevie Ray Vaughan, Nominato per il Grammy

### Compilation/Raccolte/Colonne Sonore
- Hot Rod Music on Capitol (Capitol 1963)
- The Big Surfin' Sounds on Capitol (Capitol 1964)
- Golden Summer (United Artists 1976)
- King of the Surf Guitar: The Best of Dick Dale & The Del-Tones (Rhino 1986)
- Pulp Fiction (Music from the Motion Picture) (MCA 1994)
- Cowabunga Surf Box Set (Rhino 1996)
- Rocket Jockey (Rocket Science Games/SegaSoft 1996)
- Better Shred Than Dead: The Dick Dale Anthology (Rhino 1997)
- M.O.M., Vol. 2: Music for Our Mother Ocean (Interscope Records 1997)

### Campionamenti
- Misirlou: nella canzone dei Black Eyed Peas Pump It inclusa nell'album Monkey Business (Interscope 2005)